# Adalberto (vescovo di Brescia)
Adalberto di Brescia (X secolo – dopo 1007) è stato un vescovo italiano.

## Biografia
Il suo nome compare per la prima volta in un diploma dell'imperatore Ottone III di Sassonia, che lo nominò suo cancelliere, esercitando l'incarico fra il 988 e il 990. Nel 996 venne nominato vescovo di Brescia.
Fu un oppositore del re d'Italia Arduino d'Ivrea, che nel 1002 fu da questi gettato a terra e trascinato per i capelli perché non sopportava le sue osservazioni. Nello stesso anno Adalberto fu accanto al nuovo sovrano tedesco Enrico II il Santo a Worms e a Magonza, e nella primavera del 1004, durante la sua discesa in Italia, lo accolse a Brescia assieme all'arcivescovo di Ravenna Federico.
L'ultima notizia riguardante Adalberto fu la sua partecipazione, nel novembre 1007, al Sinodo di Francoforte.